# Диптерокарпус кеглевидный
Диптерокарпус кеглевидный, или Диптерокарпус круговидный (лат. Dipterocarpus turbinatus) — вечнозелёное дерево, вид рода Диптерокарпус (Dipterocarpus) семейства Диптерокарповые (Dipterocarpaceae), произрастает на северо-востоке Индии и в материковой части Юго-Восточной Азии и культивируется в прилегающих районах. Важный источник древесины, известной под названием «керуинг» и часто используемой для производства фанеры.

## Ботаническое описание
Dipterocarpus turbinatus — крупное дерево высотой 30—45 м. Кора серая или тёмно-коричневая, с мелкими продольными трещинами и шелушением. Веточки голые. Листовые почки серповидные, почки и молодые веточки серые с густыми ворсинками. Прилистники 2—6 см, плотно покрыты ворсинками, короткие, тёмно-сероватые или тёмно-жёлтые; черешок 2—3 см ворсистый или голый; листовая пластинка яйцевидно-продолговатая размером 20—30 × 8—13 см, кожистая, голая или редкоопушённая. Соцветие содержит от 3 до 6 цветков. Плод — яйцевидный или узкояйцевидный орех, войлочный. Цветёт с марта по апрель, плодоносит в июне-июле.

## Распространение и местообитание
Дерево Dipterocarpus turbinatus произрастает на территории от Индии (Аруначал-Прадеш, Ассам, Манипур, Мегхалая, Трипура, Андаманские острова, Никобарские острова), Бангладеш, Мьянмы, Таиланда, Западной Малайзии, острова Борнео, Камбоджи, Лаоса до Вьетнама. Выращивается. в Индонезии (Суматра, Ява, Калимантан), на Филиппинах и в Китае (юго-восток Сизанг, юг и запад Юньнани).
Встречается в смешанных лиственных, вечнозелёных и полувечнозелёных лесах. В Камбодже встречается во влажных густых лесах, иногда на песчаных, глинистых почвах, иногда на красных почвах.

## Применение
Смола Dipterocarpus turbinatus известна как восточно-индийский бальзам копайбы используется в Индии, где она является источником масла каньина и масла гурджуна и в Камбодже, где почти твёрдая смола используется для изготовления факелов. Красно-коричневая древесина используется в Индии, Камбодже и Юньнани (Китай). В Камбодже дерево популярно для получения пиломатериалов, работы по дереву и производства мебели (такой как кухонные шкафы). В фитотерапии растение традиционно использовалось для лечения гонореи, проказы, псориаза и других кожных заболеваний. В приусадебных участках Южного Китая его культивируют как лекарственное и парфюмерное растение.

## Охранный статус
D. turbinatus классифицируется как «уязвимый вид» в Красном списке угрожаемых видов МСОП.